# Regionalliga Nordost
Liga regională de nord-est (în germană Regionalliga Nordost) este o ligă a competiției fotbalistice Regionalliga care se situează actualmente pe nivelul 4 în sistemul competițional din Germania. Ea a funcționat între 1994-2000 ca ligă de nivel 3, iar în 2012 a fost reactivată. Teritorial, d.p.d.v. fotbalistic "Liga regională de nord-est" acoperă zona unde a funcționat Liga superioară (în germană Oberliga) în R.D. Germană (RDG). În competiție participă cluburi din regiunile nord-estice ale țării.